# Lali Espósito
Mariana «Lali» Espósito (Buenos Aires, 10 de octubre de 1991) es una actriz, cantante y compositora argentina. Comenzó a actuar de niña a principios de los años 2000 en diversos programas infantojuveniles de Cris Morena, como Rincón de luz (2003), Floricienta (2004-2005) y Chiquititas sin fin (2006). Se hizo conocida por su personaje de Marianella Rinaldi en Casi ángeles (2007-2010) y como miembro de la banda pop derivada de la serie, Teen Angels, con la que grabó seis álbumes de estudio, tres en vivo y el documental Teen Angels: el adiós 3D. Siguió su carrera en televisión con papeles secundarios en Cuando me sonreís (2011) y Solamente vos (2013-2014) y obtuvo su primer protagónico en Esperanza mía (2015-2016).
Desde 2013, es también cantante solista. Su primer tema, «A bailar», fue publicado a fines de ese año y el álbum homónimo, en 2014. Posteriormente, lanzó Soy (2016), Brava (2018), Libra (2020), Lali (2023) y No vayas a atender cuando el demonio llama (2025).

## Biografía
Mariana Espósito nació el 10 de octubre de 1991 en la ciudad de Buenos Aires. Es la hija menor de María José Riera, visitadora médica y de Carlos Espósito, entrenador de fútbol. Tiene dos hermanos, Ana Laura y Patricio. Su apodo se lo puso su hermano, trece meses mayor que ella, quien de pequeño no podía llamarla "Mari" y comenzó a llamarla "Lali". La familia vivía en el pasaje La Cooperación, en el barrio porteño de Parque Patricios, y luego se mudó a la localidad de Banfield, donde Espósito pasó toda su infancia y adolescencia.
Realizó sus estudios primarios y secundarios en el colegio San Vicente de Paul, en Parque Patricios. Espósito tiene orígenes italianos por parte de sus bisabuelos, originarios de Ancona.
Entre 2013 y 2014 fue la cara de la marca de ropa interior juvenil Lara Teens, y en 2015 realizó comerciales para Sedal, Claro y Coca-Cola. En 2012 participó de la campaña "Basta de bullying, no te quedes callado", de Cartoon Network, y de la campaña "Reciclando tu botella llevamos agua potable a una escuela" de 'Mundo invisible - Cultura solidaria en movimiento'. En 2013 formó parte de la campaña "Los ídolos donan su voz" de la Fundación Manantiales. En 2014 participó del concierto realizado por la Fundación Huésped en el Teatro Ópera por los festejos de los veinticinco años de lucha contra el VIH.
También interpretó junto a Miranda!, Soledad Pastorutti, Kevin Johansen y Marcelo Moura la canción «Bailemos todos» para una campaña de Red Solidaria. En 2015 protagonizó la campaña solidaria "Inundaciones, ¿qué estamos haciendo?" de la Fundación Sí, para ayudar a los damnificados por las inundaciones en la ciudad de Córdoba.
En julio de 2016 participó de una versión del tema «La memoria», de León Gieco, que realizaron diversos artistas argentinos para conmemorar el vigésimo segundo aniversario del atentado a la AMIA, ocurrido el 18 de julio de 1994.
En mayo de 2020, por iniciativa de Sony Music y Global Citizen en apoyo a la Organización Panamericana de la Salud (OPS) en sus esfuerzos por detener la propagación del virus y mitigar el impacto de la pandemia de COVID-19, participó en una versión del tema «Color esperanza», inicialmente cantada por Diego Torres, llamada "Color esperanza 2020", junto con Rubén Blades, Camilo, Kany García, Reik y Thalía, entre otros. Todos los ingresos generados por esta versión fueron destinados a la OPS.

## Carrera actoral

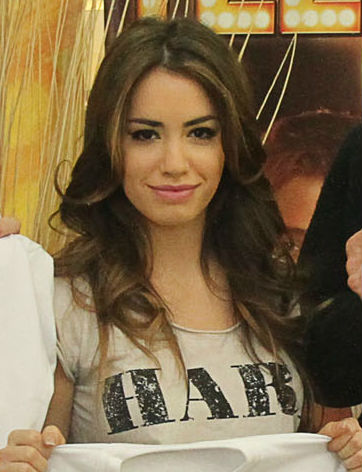
Espósito en 2012

En 1998, hizo su primera participación en televisión en el programa infantil Caramelito y vos, conducido por Cecilia "Caramelito" Carrizo.
Debutó como actriz en 2003 a la edad de 11 años, en la telenovela infantil Rincón de luz,emitida por Canal 9 y posteriormente por América TV, interpretando a Malena "Coco" Cabrera, un personaje secundario.Entre 2004 y 2005 fue Roberta en la telenovela juvenil e infantil Floricienta, emitida por Canal 13 y Disney Channel.Al año siguiente interpretó a Agustina Ross en la serie infantil Chiquititas sin fin, emitida por Telefe y Disney Channel Latinoamérica entre 2006 y 2007.Espósito participó en las versiones teatrales de estas tres series entre 2003 y 2006, realizando diversas giras teatrales en Argentina, Latinoamérica e Israel.
2007 fue Marianella "Mar" Rinaldi en Casi ángeles, serie juvenil que estuvo al aire hasta 2010 en Telefe, la cual cosechó un enorme éxito de audiencias, merchandising, banda sonora, libros y espectáculos teatrales en Argentina e Israel. Espósito participó en las adaptaciones teatrales del programa.[cita requerida]
En 2011 actuó en la telenovela Cuando me sonreís, de Tomás Yankelevich. Al año siguiente, debutó en cine junto a Mariano Martínez y Federico Amador en La pelea de mi vida.
En teatro interpretó a Abigail Williams en Las brujas de Salem, de Arthur Miller, junto a Juan Gil Navarro. En televisión realizó una participación especial en la telenovela Dulce Amor.
En 2013 trabajó en la telecomedia de Pol-ka Solamente vos en el papel de Daniela Cousteau, una de las hijas del protagonista, interpretado por Adrián Suar. Ese año fue elegida por el público como actriz de TV favorita en los Kids' Choice Awards Argentina.
En 2014 realizó una participación en el festejo por las 300 funciones de Casi normales. Participó además en la película peruana A los 40, dirigida por Bruno Ascenzo, y como actriz invitada en las series web Tiempo libre y Eléctrica.

En 2015, protagonizó la telenovela Esperanza mía, interpretando al personaje de Julia "Esperanza" Albarracín. Por su actuación recibió la nominación en la categoría Mejor Actriz Protagonista de Ficción Diaria en los Premios Martin Fierro,un premio Tato a la Mejor Actriz,y obtuvo una nominación a los Seoul Drama Awards, premios coreanos.La versión teatral del programa, Esperanza mía, el musical, se presentó en julio en el Teatro Ópera Allianz de Buenos Aires ante más de 100.000 espectadores, en septiembre en las ciudades de Rosario y Córdobay cerró la temporada en el Estadio Luna Park de la capital. Luego de su óptima emisión y recepción en Argentina (Canal 13),la serie logró ser un éxito internacional y fue transmitida principalmente a través de MTV Latinoamérica.
El 4 de agosto de 2016 se estrenó Permitidos, comedia romántica cinematográfica que protagoniza junto a Martín Piroyansky. La película, dirigida por Ariel Winograd, recaudó 1,9 millones y fue vista por más de 370 000 espectadores.
En marzo de 2018 realizó una participación en la serie Sandro de América. En septiembre, protagonizó Acusada en el papel de Dolores Dreier, una chica acusada de matar a su mejor amiga. La película, dirigida por Gonzalo Tobal, se estrenó en la competición principal del 75.º Festival Internacional de Cine de Venecia, donde fue seleccionada como una de las veintiuna películas para competir por el León de Oro. Por su trabajo, Espósito fue preseleccionada en la categoría de Mejor Interpretación Femenina en los Premios Platino. En octubre, también realizó una participación en el El host, serie de Adrián Suar emitida por Fox.
A mediados de noviembre de 2019, se instaló en Madrid para grabar la serie Sky Rojo, de Álex Pina y Esther Martínez Lobato, que tenía previstos cuatro meses de grabación en diferentes locaciones de España pero, debido a la pandemia de COVID-19, el rodaje fue interrumpido y pudo ser retomado recién en mayo de 2020. Finalmente, el 19 de marzo de 2021 se estrenó en la plataforma Netflix. La primera temporada recibió la aclamación de la crítica; Trae Delellis de Miami New Times la describió como «fascinante y conmovedora», mientras que Janire Zurbano de 20 Minutos nombró a su personaje como «apoteósica». El 23 de julio de ese mismo año, se estrenó la segunda temporada. Al mes siguiente, la plataforma de streaming confirmó la tercera temporada de la serie, con fecha de estreno prevista para 2022-[cita requerida] Posteriormente, Espósito reveló que había contraído COVID-19 durante las grabaciones de la serie.
El 4 de noviembre de 2022 se estrenó El fin del amor, una serie de Prime Video basada en el ensayo homónimo de Tamara Tenenbaum, con guion de Tenenbaum y Erika Halvorsen. Espósito interpreta a Tamara, una filósofa de una familia judía ortodoxa que decide romper con la tradición familiar, al tiempo que indaga sobre sus propias convicciones. Espósito también participó como productora ejecutiva y se encargó de llevar adelante el casting.
En 2024, realizó una participación en Verano trippin, película dirigida por Morena Fernández Quinteros.

## Carrera musical

### Teen Angels

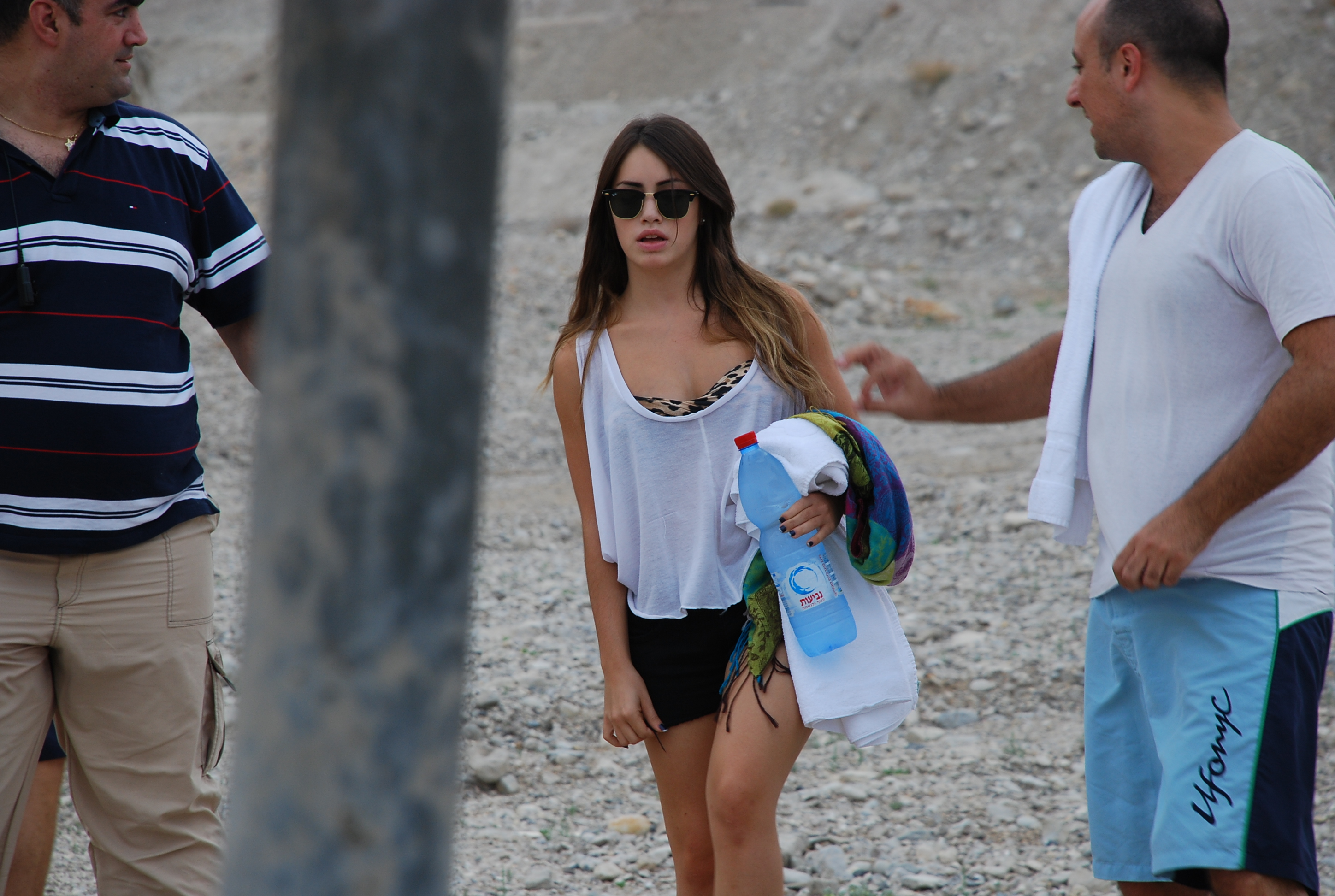
Espósito en Israel

Después de participar en las bandas sonoras de Rincón de luz, Floricienta y Chiquititas sin fin, entre 2007 y octubre de 2012 integró la banda pop adolescente Teen Angels, desprendimiento de la serie de televisión Casi ángeles. El grupo realizó giras por América Latina, España e Israel. Entre 2007 y 2012 lanzaron seis álbumes de estudio, que fueron discos platino u oro, según la Cámara Argentina de Productores de Fonogramas y Videogramas (CAPIF). Dentro de la agrupación cantó cinco canciones como solista: «Escaparé», «Hay un lugar», «Siento», «Me voy» y «Dime por qué».
En mayo de 2013 se estrenó Teen Angels: El adiós, documental sobre el último concierto de la banda filmado en versión 3D. Ese mismo año interpretó las canciones «Amor de agua y sal», «Somos uno» y «Me haces volar» para la banda sonora de Solamente vos.

### Carrera solista
Debutó como solista a finales de 2013, bajo la producción de 3 Música, con un sencillo promocional, «A bailar», del que grabó un videoclip presentado en La Trastienda. En 2014, la canción recibió el premio Kids' Choice Awards Argentina a la canción latina favorita.
En marzo de 2014 publicó el videoclip de su segundo sencillo, «Asesina», y editó su disco debut, A bailar, en el que participó además como compositora y productora. A bailar recibió un disco de oro, y al año siguiente, un premio Gardel en la categoría mejor álbum artista femenina pop. «Asesina» obtuvo en Italia el premio a mejor canción latina del verano en los Best Latin Songs Summer y un Kids' Choice Award a la mejor artista latina. En abril, Espósito comenzó en el teatro Ópera la gira A bailar tour, con la que recorrió Argentina, Perú, España, Italia e Israel. En noviembre firmó contrato con Sony Music y presentó un tercer sencillo, «Mil años luz», También recibió los Kids Choice Awards Argentina a la artista argentina favorita y dos premios Quiero a mejor video de artista femenina y a mejor video coreográfico por «A bailar» y «Asesina» respectivamente. En diciembre se publicó el CD+DVD de A bailar y un nuevo sencillo promocional, «Del otro lado», cuyo videoclip se presentó en marzo de 2015.

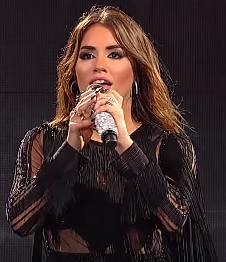
Espósito en 2017

En 2015, interpretó nueve de las once canciones de la banda sonora de Esperanza mía, entre ellas, «Tengo esperanza», la cortina de apertura. Grabó también un videoclip del tema «Necesito», del que es coautora. El álbum con la banda sonora de la telenovela recibió un disco de oro y platino.
El 11 de septiembre de 2015 presentó «Histeria», el quinto sencillo y video de A bailar.
También en 2015 cantó «Aquellas pequeñas cosas» con Joan Manuel Serrat en el Teatro Gran Rex, realizó un dúo con Ricky Martin en «Fuego de noche, nieve de día», en el show Duetos y el 3 de octubre fue telonera de Katy Perry en el Hipódromo de Palermo, en el marco de la gira The Prismatic World Tour.

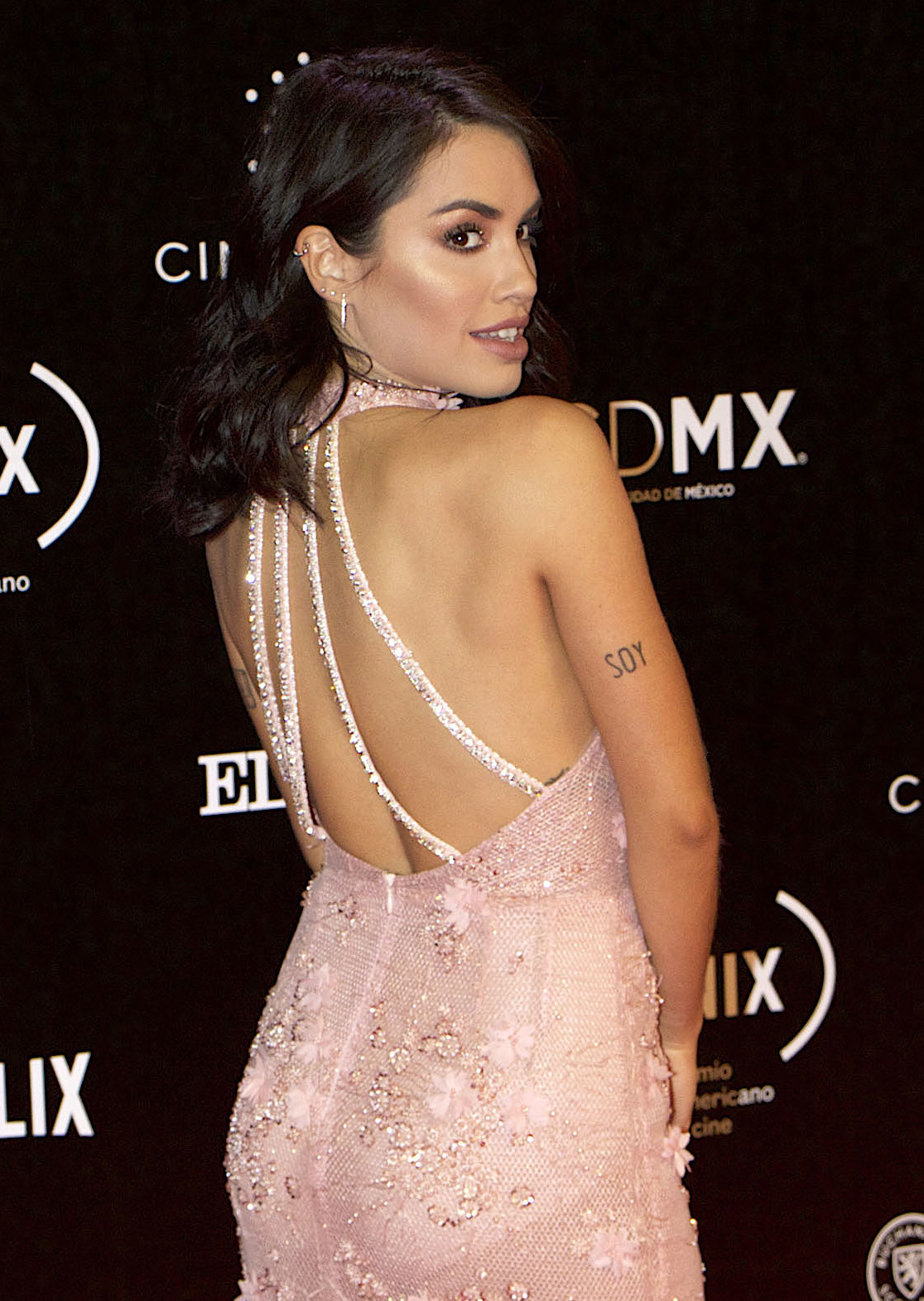
Espósito en la entrega de los Premios Fénix

En marzo de 2016 cerró el A bailar tour en el estadio Luna Park. Además presentó «Único», el sencillo adelanto de su segundo disco solista, Soy, publicado el 20 de mayo y que recibió disco de oro y platino en Argentina, México, Chile, Ecuador, España, Israel y Uruguay. En junio del mismo año, Espósito ingresó al ranking Social 50 y Billboard artist 100 de la revista Billboard y estrenó su propio reality show con el detrás de escena del disco. En julio de 2016 presentó el video de «Soy», primer corte que da nombre al segundo material discográfico. Por esta canción recibió el premio Kids' Choice Awards Argentina 2016 por canción latina favorita.
Interpretó juntó al grupo mexicano CD9 la canción «Own the Night» para un spot publicitario de Coca-Cola, y fue telonera de la banda Fifth Harmony el 24 de junio en el Movistar Arena de Chile. En septiembre de 2016 presentó «Boomerang», tercer sencillo y video de Soy.
El 8 de septiembre de 2016 inició en el teatro Ópera el Soy tour. También participó del tema «Mueve», del cantante español Abraham Mateo. En noviembre recibió un MTV Europe Music Awards en la categoría mejor artista de América del Sur y abrió los tres presentaciones del One World Tour de Ricky Martin en México. En diciembre publicó el cuarto video y sencillo de Soy, «Ego».
En febrero de 2017, colaboró con la italiana Baby K en el tema y video «Roma-Bangkok». También participó en el Festival de Viña del Mar, donde recibió una Gaviota de plata, una Gaviota de oro y el premio a la artista más popular.
En julio, presentó con un video en YouTube un nuevo tema, «Una na», primer corte de su tercer álbum. En noviembre de 2017, recibió dos MTV Europe Music Awards a mejor artista de América del Sur por segundo año consecutivo y a mejor acto mundial.
En febrero de 2018 participó del tema «Mi mala (Remix)», originalmente de Mau & Ricky y Karol G, junto a Becky G y Leslie Grace. En mayo se asoció con CD9 y Ana Mena en el sencillo «Prohibido (Remix)». En agosto publicó Brava, su tercer álbum de estudio. Una semana después, el disco recibió una certificación de oro de la Cámara Argentina de Productores de Fonogramas y Videogramas por haber vendido diez mil copias. El 23 de agosto, Espósito comenzó el Brava Tour con dos shows con entradas agotadas en el Luna Park. El álbum fue sucedido por los cortes «Sin querer queriendo», con Mau & Ricky, y «Caliente», con la drag queen brasileña Pabllo Vittar. En noviembre recibió el premio MTV Europe Music Awards a mejor artista de América del Sur por tercer año consecutivo.
En 2019, se presentó en el Times Square de Nueva York. Después publicó el video «Lindo pero bruto», una colaboración con Thalía. La cantante recibió nominaciones para el Premio Lo Nuestro y los Premios Billboard de la música latina. Este sencillo fue certificado oro en Estados Unidos y platino en México. Durante los primeros meses del año, Espósito continuó de gira con Brava, disco certificado cuatro veces platino en Argentina. En la 21.ª entrega anual de los Premios Gardel, ganó tres premios en las categorías de mejor álbum pop femenino y mejor diseño de portada por Brava y canción del año por «Sin querer queriendo».
En los últimos meses de 2019, llevó su gira Brava a España, Israel, Estados Unidos y se presentó en el Rock in Rio en Brasil, donde recibió una certificación de oro por «Caliente». En octubre, presentó el sencillo principal de su cuarto álbum de estudio, «Laligera», y en noviembre, lanzó «Como así», junto al grupo CNCO, con quien fue coanfitriona de la ceremonia de los Premios Juventud 2019 en julio.
En mayo de 2020 publicó un nuevo tema, «Lo que tengo yo», acompañado de un videoclip casero hecho durante la cuarentena por COVID-19 en el que participaron sus fanes. En junio participó del sencillo «Las maravillas de la vida», de Los Ángeles Azules, grabado en Buenos Aires para el álbum De Buenos Aires para el mundo. En agosto lanzó «Fascinada» y, al mes siguiente, grabó con el grupo español Dvicio el tema «Soy de volar». En noviembre, recibió el premio a artista social del año en los Premios Billboard de la música latina y el MTV Europe Music Awards a mejor artista de América del Sur.
El 12 de noviembre de 2020, salió a la venta Libra, su cuarto disco, una hora después de que se presentara el quinto single, «Ladrón», en el que participa la cantante argentina Cazzu.
En enero de 2021, Espósito fue nominada en los Premios Lo Nuestro en la categoría colaboración del año pop por «Como así», canción junto a CNCO. En marzo, participó en «Gente en la calle», tema que forma parte del álbum de Fito Páez La conquista del espacio. Ese mismo mes, obtuvo una nominación en los Premios Latin American Music a artista social del año, y el sencillo «Soy de volar» fue certificado oro en España. El 31 de marzo participó del evento virtual Pégate al ritmo de Pepsi Guatemala junto a Mau & Ricky y Camilo. En julio, ganó un premio Gardel en la categoría canción del año por «Ladrón».
En septiembre, Espósito, representando a Argentina, formó parte del Global Citizen Live, evento benéfico realizado con el fin de recaudar fondos para ayudar a la recuperación global de la pandemia de COVID-19.
Entre enero y febrero de 2022, publicó una trilogía de canciones conformada por «Disciplina», «Diva» y «Como tú», que sería parte de su quinto álbum de estudio. En abril anunció una nueva gira, Disciplina Tour, que comenzó el 23 de junio con dos funciones en el Luna Park. El 1 de mayo, estuvo a cargo de la conducción de la novena entrega de los Premios Platino, junto con Miguel Ángel Muñoz. Ese día, también interpretó «Disciplina». Algunos medios señalaron su actuación como uno de los mejores momentos de la ceremonia. En junio, presentó «N5», el cuarto corte de difusión de su siguiente álbum, que fue disco de oro en Argentina[cita requerida] y el primer tema de Espósito que ingresó al top 10 de éxitos semanales en Billboard Argentina Hot 100. En agosto, presentó el tema y video «2 son 3». En noviembre, durante la 31.ª edición de la marcha del orgullo gay de Buenos Aires estrenó (como "regalo" a la comunidad LGBT) la canción «Motiveishon», que se publicó seis días más tarde se en todas las plataformas digitales con su videoclip. El 28 de febrero, cinco días antes de su show en el estadio de Vélez, lanzó «Cómprame un brishito», que sus fanes habían estado pidiendo después de que los invitados lo grabaran y lo publicaran en su cumpleaños número 30.
El 18 de diciembre de 2022, Esposito representó a la Argentina interpretando el Himno Nacional Argentino en la final de la Copa Mundial de Fútbol Catar 2022, lo que le valió reconocimiento mundial.
En marzo de 2023, se convirtió en la primera mujer argentina en agotar entradas en el estadio de Vélez Sarsfield con su Disciplina Tour. El 13 de abril, publicó su quinto álbum de estudio, Lali, integrado por trece canciones, seis de ellas inéditas. En diciembre, estrenó una versión deluxe en formato digital y vinilo de su quinto álbum, con dos tracks inéditos («Baum baum» y «Corazón perdido») y un cortometraje que acompaña el lanzamiento, Mi fiesta, donde conecta los últimos dos sencillos lanzados. El cortometraje cuenta con la participación de Peter Lanzani, el exfutbolista y actor español Jesús Mosquera, la actriz Candela Vetrano (como la "voz" de la periodista) y una breve aparición del comediante Martin Rechimuzzi.

#### Influencias
Espósito recuerda que su abuelo paterno, Osvaldo "Coco" Espósito, cantor y compositor de tango amateur, era la única persona relacionada con el arte en la familia, pero que su madre, a quien llamó su mayor influencia, la hacía escuchar música: «Hubo algo fundamental, si me remonto a mi niñez y adolescencia, que es la figura de mi madre. [...] Ella era quien me mostraba música, aunque no tuviéramos ni un duro. Pero ella era siempre la que me hablaba como si yo en algún momento si fuera a tenerlo». También agregó: «La casa en la que crecí era una casa súper musical. Mi madre escuchaba a los grandes artistas del rock y el pop nacional y mundial, nutriéndome increíblemente». Cuando tenía siete u ocho años, recibió su primer CD, Grandes éxitos, de Queen, al que llamó «el primer gran impacto musical». En varias entrevistas mencionó que jugaba a cantar parada frente al espejo, imitando los movimientos, las poses y la voz de Freddie Mercury. A Queen tomó como inspiración, especialmente al escribir «Reina», tema de su álbum Soy, que está dedicado a Mercury. Por otra parte, durante A bailar Tour, les rindió homenaje interpretando «Don't Stop Me Now» en varios conciertos de la gira. Otro de sus cantantes preferidos es Gustavo Cerati, a quien redescubrió como solista, pese a haberlo escuchado en su niñez como integrante del grupo de rock argentino Soda Stereo. En una entrevista con Noticias1440 en 2020, lo llamó «mago del pop» y afirmó: «de más adulta conocí yo a Gustavo como solista, ahí entendí toda su genialidad». Además, en su tema «Disciplina» incluyó la frase «demos un paseo inmoral», de la canción «Paseo inmoral» que integra Bocanada, el segundo álbum solista de Cerati. Otra de sus influencias es Beyoncé, por quien expresó su admiración y fanatismo, además de decir sentirse influenciada por su obra y su rol como mujer empresaria y productora. También ha tomado como influencia a músicos como Madonna, Michael Jackson, Prince, Jennifer Lopez, Shakira, Cher, Britney Spears, NSYNC, Backstreet Boys y Destiny's Child.[cita requerida]

#### Estilo
Espósito mayormente incursionó en el pop, género que, en sus inicios, exploró como dance pop y pop latino. Pero después fue experimentando con otros géneros, desde la balada romántica hasta la cumbia y el dembow, entre otros. Su primer disco, A bailar, contiene una mezcla de pop y R&B con influencias de dance, electropop, dubstep y hip hop. Por su parte, Soy mantiene la esencia pop/R&B, pero está más influenciado por el reggae, góspel, funky y hard pop electrónico y artistas como, entre otros, Justin Bieber, Katy Perry, Rihanna y Nicki Minaj. Los siguientes dos álbumes, Brava y Libra, se enfocan más en el pop latino y suman fusiones y bases de reguetón, urban y trap latino.

## Otros trabajos
En 2016, Espósito debutó como jurado en el reality show Bailando por un sueño, conducido por Marcelo Tinelli, en reemplazo de Pampita.
En febrero de 2017, fue invitada a formar parte del jurado en el Festival Internacional de la Canción de Viña del Mar junto a, entre otros, Maluma, Mon Laferte, Américo y Los Auténticos Decadentes, para elegir la mejor canción internacional del certamen.
En 2018 formó parte del jurado de otro reality, Talento Fox, junto a Diego Torres y el puertorriqueño Wisin. El programa fue emitido por Fox y conducido por Alejandro Fantino.
De junio a septiembre de 2021, junto a Soledad, Ricardo Montaner y Mau & Ricky, integró el jurado de la tercera temporada de La voz Argentina, conducida por Marley y emitido por Telefe. En la final del concurso, el finalista de su equipo, Nicolás Olmedo, se ubicó en el tercer puesto con el 14,4 % de los votos. Al año siguiente, Espósito retomó esa función en la cuarta temporada del programa, donde finalizó en segundo lugar junto a Ángela Navarro, quien obtuvo el 47,6 % de los votos del público. En septiembre, se sumó a la 17.ª temporada del programa español El hormiguero como colaboradora ocasional en el papel de life coach para brindar consejos, plantear temas y responder consultas de los televidentes.
En 2024, formó parte del jurado de la cuarta edición del concurso de talentos español Factor X, junto a Abraham Mateo, Vanesa Martín y Willy Bárcenas. El programa fue conducido por Ion Aramendi y se emitió por Telecinco.

## Vida privada

### Posturas políticas

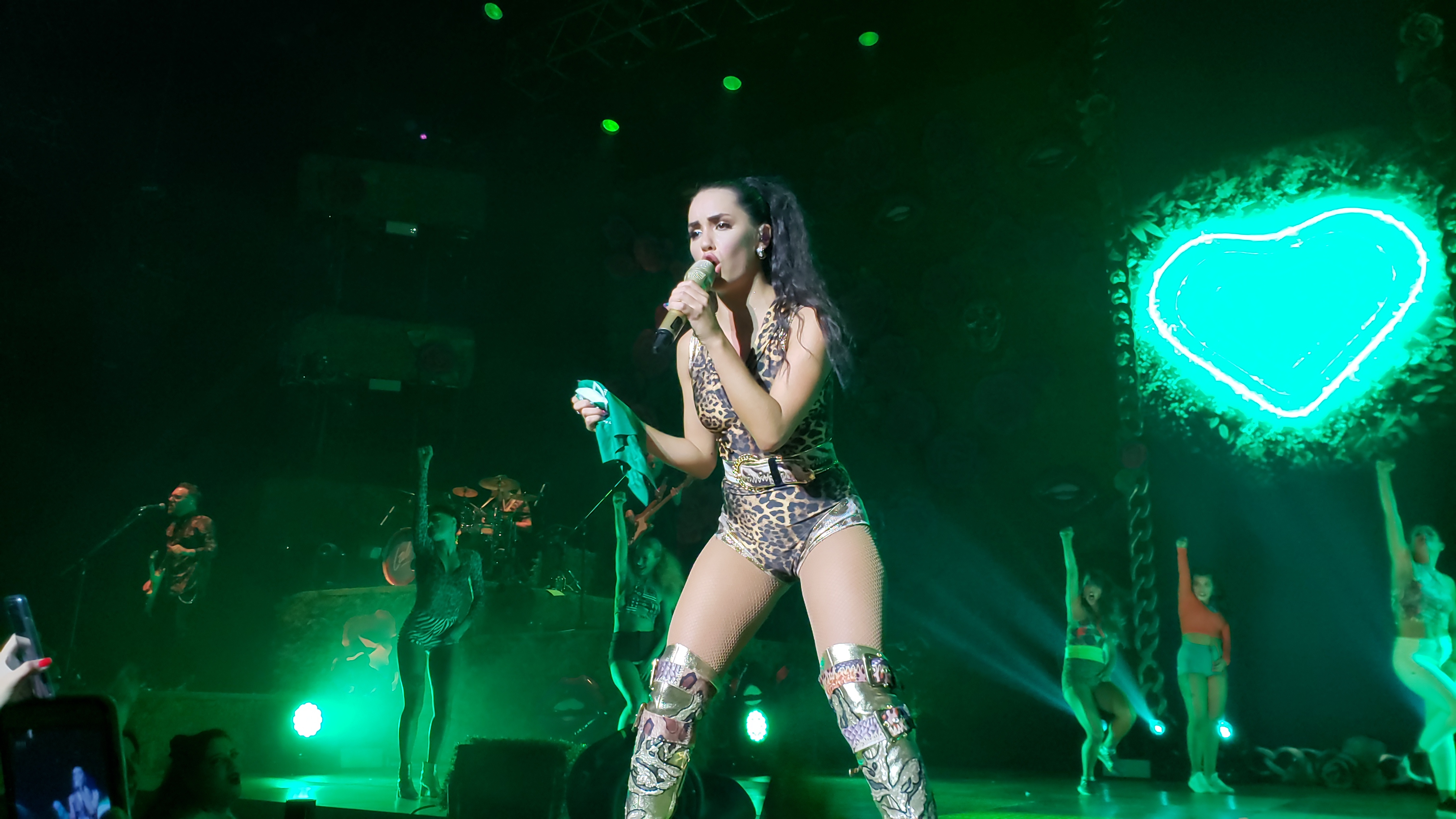
Espósito cantando «Tu revolución» dedicada al movimiento por la legalización del aborto, durante su gira Brava Tour en 2018.

Espósito se denomina «aprendiz de feminista». En una entrevista con Rolling Stone, habló sobre su relación con el feminismo: «Yo empecé a escuchar a mis amigas y a mujeres en las que creo, en sus maneras de ver la vida y en su feminismo, su forma de militar, y empecé a abrir los ojos. [...] Yo me hice cargo de mis dificultades y mis hipocresías como aprendiz de feminista. Y creo que lo mejor que puedo hacer es ver esas falencias mías, porque tengo el interés real de ser cada día mejor feminista o más feminista o lo mejor que pueda, abrazada a mis colegas». Espósito también es proelección. En 2018, se pronunció a favor de la interrupción voluntaria del embarazo en Argentina, donde el aborto todavía era ilegal, por lo que recibió críticas del movimiento "provida". En dicho año, asistió a diversas marchas feministas frente al Congreso Nacional en reclamo contra la violencia de género y la legalización del aborto. Durante la gira Brava Tour, dedicó su canción «Tu revolución» al movimiento por la legalización del aborto, mientras se iluminaba de verde el escenario y en las pantallas se mostraban corazones del mismo color, que es el que identifica al movimiento pro derecho a decidir. Debido a esto, la cantante tuvo que enfrentar la resistencia de grupos antiaborto en ciertas ciudades durante la gira, además de recibir amenazas de muerte. Por otro lado, forma parte de un colectivo feminista de actrices y cantantes argentinas junto a, entre otras, Griselda Siciliani, Carla Peterson, Nancy Dupláa, Cecilia Roth y Dolores Fonzi.

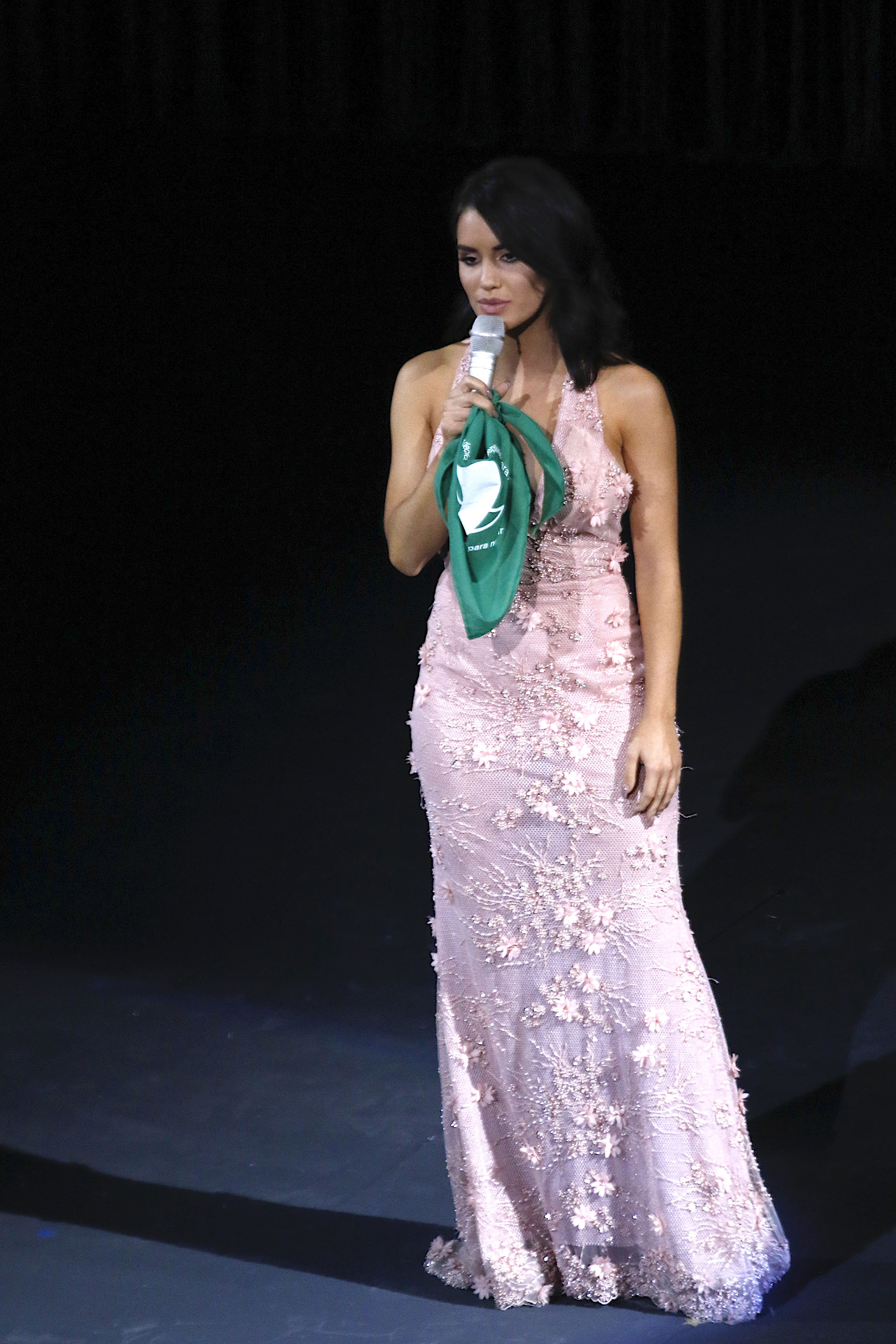
Espósito durante los Premios Fénix de 2018

En la apertura de los premios Martín Fierro 2018, Espósito interpretó algunas de sus principales canciones en la terraza del Alvear Icon y cerró su show alzando un pañuelo verde, que simboliza el reclamo por el aborto legal, seguro y gratuito. Repitió el gesto durante los premios Fénix y en la alfombra roja de los Grammy Latinos. En la entrega de premios Gardel 2019, luego de haber ganado en una de sus categorías, subió al escenario y pronunció un discurso a favor de la ley de cupo femenino en escenarios y festivales musicales, al igual que más lugares para las mujeres compositoras, productoras, músicas y, nuevamente, del aborto legal en el país. También encabezó, con las cantantes consideradas pioneras Anitta, Karol G y Natti Natasha, el panel Mujeres en el Liderazgo (Women in the Lead) de la Billboard Latin Music Week celebrada en Las Vegas, para debatir sobre el rol de la mujer en la escena latinoamericana. A fines de noviembre, participó una campaña para prevenir la violencia de género, organizada por la "Iniciativa Spotlight" de la Unión Europea y la ONU.
En 2022 habló sobre su bisexualidad en el programa Nadie dice nada, del canal de streaming Luzu TV, donde contó su proceso de aceptación. A sus treinta años, dijo que, durante mucho tiempo, no había aceptado que le gustaban las mujeres y que componer canciones fue una vía de autodescubrimiento ya que, en sus letras, comparte su propia exploración sexoafectiva. Además, reflexionó sobre cómo sus experiencias recientes la habían llevado a ser más honesta consigo misma. En temas como "N5" y «2 son 3», empezó a mostrar su verdadera identidad sin inhibiciones.
Durante una presentación en los festejos del Orgullo LGBT+ en Madrid en 2023, destacó la importancia de la libertad y el respeto a la diversidad. Allí reiteró que, a través de su música y activismo, había aceptado su verdadera identidad y explicó cómo su trayectoria artística le había permitido conectarse con una comunidad que necesitaba representación y reconocimiento y recordó los desafíos que enfrentaron sus amigos y colegas para ser abiertos sobre su sexualidad. En noviembre de 2024, Amnistía Internacional la reconoció en el evento “Voces que transforman” por su trabajo relacionado con los derechos de la comunidad LGBTIQ+.
Tras las elecciones PASO de agosto de 2023, Espósito hizo evidente su postura hacia Javier Milei en redes sociales: «Qué peligroso. Qué triste», escribió, en referencia a los resultados que favorecían al entonces candidato. Esta declaración desató un enfrentamiento mediático, ya que Milei respondió que no sabía quién era, lo que intensificó las críticas hacia ella por parte de sus seguidores. Espósito, además, denunció intentos de perjudicar su contratación para eventos municipales y, durante el festival Cosquín Rock en la provincia de Córdoba, cambió la letra de una de sus canciones como respuesta a las acusaciones recibidas. Luego, desde Italia, Milei compartió en Twitter nuevos mensajes negativos hacia Espósito, en que la acusaban de cobrar grandes sumas de dinero por shows en varias provincias y de ser una "militante kirchnerista", lo que desató más críticas hacia ella por supuestamente recibir fondos públicos. El conflicto se profundizó en enero de 2024, cuando Milei la mencionó en relación con la crisis económica en la provincia de La Rioja, sugiriendo que se había priorizado su contratación para la Fiesta de la Chaya de 2023 sobre el pago del personal policial. Los organizadores lo desmintieron y aclararon que la edición de 2024 no se realizaría debido a la crisis y que Espósito había actuado el año anterior en un contexto distinto. Poco después, Espósito intensificó la polémica al publicar en redes sociales el gesto de "fuck you" junto con la frase: «Al odio, las mentiras, la utilización y las fake news».
En septiembre de 2024, se produjo un nuevo cruce a raíz del lanzamiento de «Fanático», canción en la que Espósito realiza referencias directas a Milei y reafirma su postura frente a sus políticas y acciones. Tanto la letra como el videoclip fueron interpretados como una crítica al presidente, lo que reavivó la atención mediática.

### Relaciones
Entre 2006 y 2010, Espósito mantuvo una relación con Peter Lanzani, con quien compartió el elenco de Chiquititas y Casi ángeles. A finales de 2010, comenzó a salir con el actor y cantante Benjamín Amadeo, con quien mantuvo una relación de cinco años.
En 2015, tuvo un breve noviazgo con Mariano Martínez, coprotagonista en Esperanza mía. En 2017, comenzó a salir con el empresario Santiago Mocorrea. Luego de tres años y medio de relación, Espósito anunció su separación a través de Twitter.
En febrero de 2024, hizo pública por redes sociales su relación con el conductor y humorista Pedro Rosemblat.

## Trabajos

### Televisión
| Año       | Título                              | Personaje / Rol                   |
| --------- | ----------------------------------- | --------------------------------- |
| 2003      | Rincón de luz                       | Malena "Coco" Cabrera             |
| 2004-2005 | Floricienta                         | Roberta Espinosa                  |
| 2006      | Chiquititas sin fin                 | Agustina Ross                     |
| 2007-2010 | Casi ángeles                        | Marianella "Mar" Talarico Rinaldi |
| 2011      | Cuando me sonreís                   | Milagros "Mili" Rivas             |
| 2012      | Dulce amor                          | Ana                               |
| 2013-2014 | Solamente vos                       | Daniela Cousteau                  |
| 2015-2016 | Esperanza mía                       | Julia "Esperanza" Albarracín      |
| 2018      | Sandro de América                   | Reyna Ross                        |
| 2018      | El host                             | Ella misma                        |
| 2018      | Talento Fox                         | Jurado                            |
| 2021-2022 | La Voz Argentina (temporadas 3 y 4) | Jurado                            |
| 2021-2023 | Sky Rojo                            | Wendy                             |
| 2022      | El hormiguero                       | Life coach                        |
| 2022      | El fin del amor                     | Tamara Tenenbaum                  |
| 2024      | Factor X                            | Jurado                            |

### Cine
| Año  | Título                   | Personaje          | Director            |
| ---- | ------------------------ | ------------------ | ------------------- |
| 2012 | La pelea de mi vida      | Belén              | Jorge Nisco         |
| 2013 | Teen Angels: el adiós 3D | Ella misma         | Juan Manuel Jiménez |
| 2014 | A los 40                 | Melissa            | Bruno Ascenzo       |
| 2016 | Me casé con un boludo    | Ella misma (Cameo) | Juan Taratuto       |
| 2016 | Permitidos               | Camila             | Ariel Winograd      |
| 2018 | Acusada                  | Dolores Dreier     | Gonzalo Tobal       |

### Series web
| Año  | Título       | Personaje  |
| ---- | ------------ | ---------- |
| 2014 | Tiempo libre | Ella misma |
| 2014 | Eléctrica    | Ella misma |

### Teatro
| Año       | Título              | Papel                        | Lugar                  |
| --------- | ------------------- | ---------------------------- | ---------------------- |
| 2003      | Rincón de luz       | Malena "Coco" Cabrera        | Teatro Gran Rex        |
| 2004-2005 | Floricienta         | Roberta Espinosa             | Teatro Gran Rex        |
| 2006      | Chiquititas sin fin | Agustina Ross                | Teatro Gran Rex        |
| 2007-2010 | Casi ángeles        | Marianella "Mar" Rinaldi     | Teatro Gran Rex        |
| 2011-2012 | Teen Angels         | Ella misma                   | Teatro Gran Rex        |
| 2012      | Las brujas de Salem | Abigail Williams             | Teatro Broadway        |
| 2014      | Casi normales       | Participación especial       | Teatro Tabarís         |
| 2015      | Esperanza mía       | Julia "Esperanza" Albarracín | Teatro Ópera/Luna Park |

## Discografía
| Álbumes de estudio - 2014: A bailar - 2016: Soy - 2018: Brava - 2020: Libra - 2023: Lali - 2025: No vayas a atender cuando el demonio llama | Bandas sonoras - 2015: Esperanza mía |

## Giras musicales

### Como solista
- A bailar Tour (2014-2015)
- Soy Tour (2016-2017)
- Lali en vivo (2017-2018)
- Brava Tour (2018-2019)
- Disciplina Tour (2022-2023)
- Lali Tour (2023)[279]

### Acto de apertura
- The Prismatic World Tour, de Katy Perry (2015)
- The 7/27 Tour, de Fifth Harmony (2016)
- One World Tour, de Ricky Martin (2016)
- Witness: The Tour, de Katy Perry (2018)[280]
- Never Be the Same Tour, de Camila Cabello (2018)[281]

## Premios y nominaciones
El 3 de noviembre de 2022, la Legislatura porteña la nombró Personalidad Destacada de la Cultura de la Ciudad de Buenos Aires. distinción que recibió el 9 de marzo de 2023.
Hasta mayo de 2025, Espósito ha ganado 101 premios de 251 nominaciones, entre ellos diez premios Carlos Gardel, seis MTV Europe Music Awards, un Kids' Choice Awards, un Premio Heat Latin Music Awards 2020, trece Nickelodeon Kids' Choice Awards Argentina, siete MTV Millennial Awards, dos premio Martín Fierro, un Premio Billboard de la música latina, un premio Tato y un Premio Konex. Además, ha recibido nominaciones a los premios Lo Nuestro, Latin American Music y Seoul Drama Awards.